# بوکسور مقوایی
بوکسور مقوایی (به انگلیسی: Cardboard Boxer) فیلمی محصول سال ۲۰۱۶ و به کارگردانی کوین تنت است. در این فیلم بازیگرانی همچون توماس هیدن چرچ، ترنس هاوارد، بوید هالبروک، ریس ویکفیلد، دیوید هنری، میسی گری، جک فالاهی، کونراد رابرتس، دیوید هنری و جوهانا بردی ایفای نقش کرده‌اند.